# Jože Kovačič
Jože Kovačič (Stična, pri Grosuplju, 24. november 1916 — Vnajnarji, pri Ljubljani, 24. maj 1942), udeleženec NOB in narodni heroj Jugoslavije.

## Biografija
Rodil se je 24. novembra 1916. v Stinčini pri Grosupljem . Njegovi starši so bili kmetje. Po opravljeni osnovni šoli v Stični, se je odpravil v Kamnik, kjer se je zaposlil kot vajenec v železarni. V veselje sta mu bila nogomet, plezanje ter pohodništvo. Dodatno znanje je pridobival v kulturno - izobraževalnih društvih.
V času vajeništva je hudo zbolel za tuberkulozo in se vrnil domov. Ko je ozdravel, ni našel službe. Zato je dva meseca potoval po Sloveniji in jo iskal. Nekaj časa je bil zastopnik tovarne plugov v Lescah . Čeprav bolan, je bil član »Sokola« in se ukvarjal s telesno vzgojo. V zaostalem okolju, pod močnim vplivom katoliške cerkve, je bilo članstvo v »Sokolu« tedaj sinonim za napredek. Kleriki so ga enkrat celo fizično napadli.
Tik pred vojno je bil vpoklican v vojsko, v letalstvo. Vendar je bil kmalu, kot invalid, poslan domov. Takrat se je včlanil v »Društvo kmečkih fantov in deklet«, ki je bila legalna oblika komunističnega dela. Jože Kovačić je postal tudi predstavnik delavcev za Višnjegorsko regijo.
Po aprilski vojni je Jože skupaj z brati in tovariši prostovoljno zbiral in skrival orožje in strelivo. Kmalu je bil sprejet v Komunistično partijo Jugoslavije in takoj postal član Okrajnega komiteja Komunistične partije Slovenije za Grosuplje. Pomagal je pri ustanovitvi Osvobodilne fronte ter organizaciji partizanskih enot na območju. Njegov brat Slavko je bil obsojen na večletno zaporno kazen, ker je na javnem kraju trgal italijanske bankovce.
Konec oktobra 1941 so ga izdali sovražni, desničarski kolaboranti. Vojaki so ga obkolili v trgovini v Sični. Pod plaščem je imel več paketov nelegalnih letakov. Vojake je odrinil, med begom pa je po ulicah trosil letake in časopise, čeprav so za njim streljali streljali z mitraljezom. Kljub bolezni, se je pridružil Stiški partizanski četi. Ta četa naj bi postala del drugega štajerskega bataljona, vendar so nekateri borci temu nasprotovali, ker so želeli ostati v bližini svojih vasi. Jože je nato močno podprl bataljonskega komisarja Dušana Kveder Tomaža, prepričal omahovalce in na koncu se je odred pridružil bataljonu. Nato je sodeloval v bojih pri Litiji, ob prvem poskusu preboja na Štajersko .
V bataljonskem zimovališču na hribu Pugled pri Ljubljani je delal na političnem in vojaškem razvoju borcev ter postal vodnik in nato komandir čete. Kot poveljnik čete se je odlikoval v več napadih na italijanske motorizirane kolone, zlasti v bitki pri Medvedjeku, kjer so Italijani utrpeli velike izgube v ljudeh in materialu. Nato so Italijani iz maščevanja požgali Kovačičevo hišo. Odlikoval se je tudi v bojih pri Muljavi . Kdaj je 19. Maj 1942 . Leta 1945 je druga skupina odredov krenila čez italijansko-nemško demarkacijsko črto, da bi ponovno skušala prečkati reko Savo, mimo Litije in naprej na Štajersko. Jože je bil imenovan za komandanta bataljona, vendar tega položaja nikoli ni sprejel.
Pri vasi Tuji Grm je imela grupa odredov 21. maja, hud spopad z močnimi nemškimi silami. Čeprav ranjen, je Jože še naprej poveljeval četi. Ko je bil mitraljezec ubit, je vzel mitraljez in nadaljeval s streljanjem. Potem je bil drugič ranjen. Ko se je skupina umikala z namenom prebiti demarkacijsko črto nazaj v italijansko okupacijsko cono, so ga tovariši skrili v grmovje pri vasi Vnajnarje . Dalje je niso mogli nesti, saj so jih Nemci lovili. Obljubili so, da bodo prišli ponj, a ker je bila demarkacijska črta v naslednjih dneh blokirana, obljube niso mogli izpolniti.
To je Jožeta, 24. May, našel igro za lov na fanta. Jože se ni mogel niti premakniti, zato je dečka prosil, naj staršem izroči uro, sezuje čevelj z desne noge, zaveže vrvico okrog palca in puškinega kopita ter odide. Ko je fant pobegnil, se je Jože Kovačić ubil.
Одлуком председника Федеративне Народне Републике Југославије Јосипа Броза Тита, 27. новембра 1953. године, проглашен је за народног хероја.